# Иммиграция в Беларусь
Иммиграция в Беларусь (переселение в Республику Беларусь) — процесс въезда иностранных граждан для постоянного жительства временного трудоустройства на территории Республики Беларусь. Иммиграция в Беларусь регулируется законодательством республики, а потому может носить как легальный, так и нелегальный характер. Последний метод въезда карается законом. Иммиграция играет важную роль в современных демографических процессах, происходящих на территории независимой Беларуси, так как именно благодаря ей общая убыль населения страны сглаживается даже в условиях сохраняющейся, хотя и уменьшающейся естественной убыли населения. Повышение коэффициента миграционного прироста является частью программы демографической безопасности страны. В 2014 году правительство страны приступило к разработке программы для привлечения высококвалифицированных иностранцев.

## История

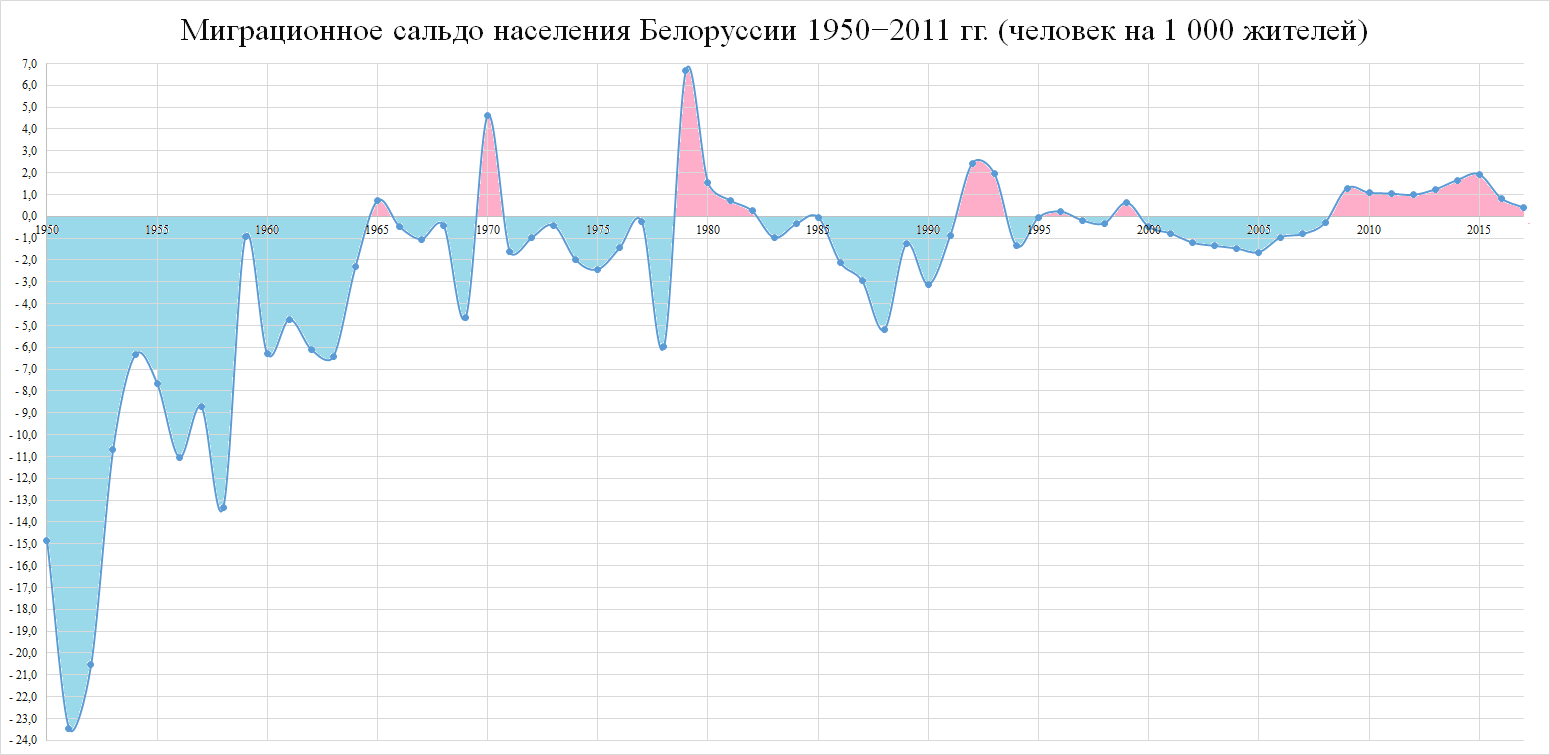
Миграционное сальдо населения Беларуси 1950−2017 гг. (человек на 1 000 жителей)
Условные обозначения:
миграционный приток
миграционный отток

В целом историю иммиграции в республику можно разделить на четыре периода. В отличие от Российской Федерации, сальдо внешнего миграционного обмена которой является положительным непрерывно с 1975 года, число иммигрантов в БССР до 1991 года включительно было значительно ниже чем число эмигрантов. Это объяснялось тем что значительная часть белорусов выезжала по распределению в другие республики СССР, где и оставалась на постоянное место жительства.

### Период после независимости
Большую часть периода независимости Беларусь имела миграционный прирост со всеми государствами СНГ и странами Прибалтики, но он был невелик и не компенсировал убыли за счёт естественного движения.  Положительное сальдо миграции было максимальным на протяжении 1992—1993 годов.
Однако активный выезд евреев в 1994—1998 годах выступил в роли противодействующего фактора: в 1994 году миграционное сальдо было отрицательным, а в последующие четыре года практически нулевым.
По мере истощения эмиграционной активности евреев, наступил четвёртый этап миграционной истории республики: миграционное сальдо восстановило положительные значения. Хотя их величина не так значительна как в 1992—1993, она имеет тенденцию к росту. Более того, в 2000-х годах наметилась тенденция к возвращению части покинувших республику евреев. Особого внимания заслуживает тот факт, что в 2005—2009 годах 40,1 % прибывших иммигрантов составляли молодые люди 15-29 лет, что позволяло омолодить общую структуру населения страны.

#### 2013
В январе-июле 2013 года по сравнению с аналогичным периодом 2012 года миграционный прирост республики увеличился на 36,6 % и составил 5 645 человек. В результате, положительное сальдо миграции уменьшило естественную убыль населения на 70,4 % (для сравнения, в январе-июле 2012 года она была компенсирована на 40,6 %). Общий миграционный прирост в Беларуси традиционно минимален в первой половине года, когда его коэффициент компенсации колеблется в пределах 10-40 %, во второй половине года эффект компенсации повышается до 70-90 %. По итогам 2013 года, чистый миграционный прирост в республике достиг 11 643 человека. Он впервые за долгие годы не только полностью компенсировал естественную убыль населения, но и позволил обеспечить увеличение численности населения на 4,2 тысячи человек.

#### 2014
Численность населения страны по предварительным данным на 1 января 2015 года по сравнению с началом 2014 года увеличилась на 12,8 тыс. человек. Естественная убыль населения в 2014 году составила 2 904 человека и по сравнению с 2013 годом уменьшилась более, чем в 2 раза. Миграционный прирост за 2014 год составил 15 722 человека, что на 35% больше, чем в прошлом году. Одной из основных причин столь высокой иммиграции является вооружённый конфликт на востоке Украины .  

#### 2015
Представитель верховного комиссара ООН по делам беженцев в Беларуси Бушарди сообщил, что в 2014-2015 гг. в Беларусь из-за военных действий прибыли более 100 тыс. граждан Украины.

#### 2016
В 2016 году поток украинцев, переезжающих в Беларусь, снизился в 1,5 раза (за девять месяцев 2016 года более 5 тыс. граждан Украины переехали в Беларусь для трудоустройства, а более 600 граждан с начала конфликта на Украине получили гражданство Беларуси).

## Основные страны прибытия иммигрантов в Беларуси
Большая часть миграционного оборота Беларуси традиционно приходится на страны СНГ и Прибалтики, хотя доля трудовых мигрантов из третьих стран имеет тенденцию к быстрому росту. Несмотря на то что доля россиян в общем миграционном обороте республики в период 1990—2009 гг, достигла 64 %, граждане РФ обеспечили только 37 % миграционного прироста республики. Это объясняется тем что на протяжении этого периода миграционный обмен с Россией часто складывался не в пользу Беларуси за счёт более высокого уровня заработной платы в России. Однако, более равномерное распределение доходов населения и сбалансированное региональное развитие позволило республике сохранить положительное миграционное сальдо направляющихся на ПМЖ, значительную часть которого обеспечили Казахстан (14 %), Украина (13 %), Прибалтика (17 %), Средняя Азия (9 %), Закавказье (8 %) и Молдавия (2 %).

## Трудовые мигранты в Беларуси
Учитывая низкий уровень безработицы в республике, она постепенно превращается в активного импортёра рабочей силы из всё большего количества стран мира (в 2000 г. из 18, в 2003 г. из 17, в 2006 г.из 50, а в 2009 г. из 63). Среди них выделяются Украина (28 %), Турция (21 %), Литва (16 %), Китай (8 %), Вьетнам (4 %), Латвия (3 %), Узбекистан (3 %), Молдавия (2 %) и Таджикистан (2 %).

## Нелегальные иммигранты в Беларуси
Ежегодно в Беларуси задерживают порядка 2-3 тыс. нелегальных мигрантов, часть которых проходит по территории страны транзитом в страны Западной Европы. Прозрачность границ с Российской Федерацией облегчает въезд в республику для этой категории иммигрантов.